# Сент-Луис Бомберс
«Сент-Луис Бомберс» (англ. St. Louis Bombers) — американский профессиональный баскетбольный клуб, выступавший в Национальной баскетбольной ассоциации. Клуб был основан в 1946 году и проводил домашние игры в «Сент-Луис-арена» в городе Сент-Луис, штат Миссури. В 1950 году команда прекратила своё существование.

## История
«Сент-Луис Бомберс» были одной из команд, образовавших Баскетбольную ассоциацию Америки в 1946 году. В 1949 году, когда БАА объединилась с Национальной баскетбольной лигой, сформировав Национальную баскетбольную ассоциацию, «Бомберс» стали одной из 11 клубов новой лиги. В 1950 году «Сент-Луис Бомберс», как и ещё 5 команд лиги, обанкротилась и прекратила своё существование.
В 1949 году команда выбрала на драфте БАА Эда Маколи как территориальный выбор, подписав с ним двухлетний контракт стоимостью 30 000 долларов.

## Статистика
| Сезон                   | В                       | П                       | П%                      | Плей-офф                | Результаты                 |
| Сент-Луис Бомберс (БАА) | Сент-Луис Бомберс (БАА) | Сент-Луис Бомберс (БАА) | Сент-Луис Бомберс (БАА) | Сент-Луис Бомберс (БАА) | Сент-Луис Бомберс (БАА)    |
| ----------------------- | ----------------------- | ----------------------- | ----------------------- | ----------------------- | -------------------------- |
| 1946/47                 | 38                      | 23                      | 0.623                   | 1-2                     | Проиграли в четвертьфинале |
| 1947/48                 | 29                      | 19                      | 0.604                   | 3-4                     | Проиграли в полуфинале     |
| 1948/49                 | 29                      | 31                      | 0.483                   | 0-2                     | Проиграли в полуфинале     |
| Сент-Луис Бомберс (НБА) |                         |                         |                         |                         |                            |
| 1949/50                 | 26                      | 42                      | 0.382                   | не участвовали          |                            |

- по данным[2]